# Keppel Bay Islands nationalpark
Keppel Bay Islands nationalpark är en nationalpark i Australien.   Den ligger i kommunen Rockhampton och delstaten Queensland, i den östra delen av landet, 1 400 km norr om huvudstaden Canberra. Keppel Bay Islands nationalpark ligger 15 meter över havet. Den ligger på ön Great Keppel Island.